# Christoph Hillenbrand

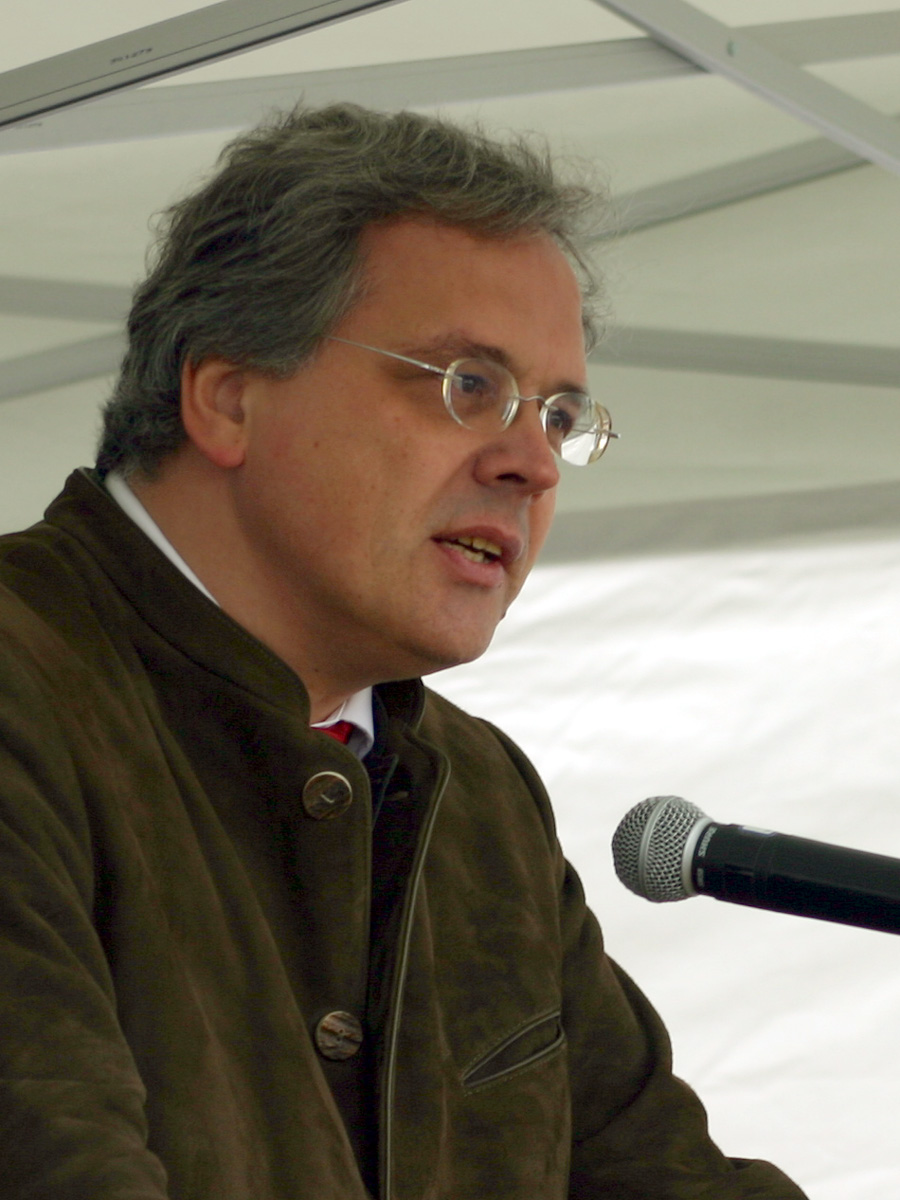
Christoph Hillenbrand

Christoph Hillenbrand (* 31. August 1957 in Augsburg) ist ein bayerischer Staatsbeamter i. R. Bis zu seinem Ruhestand im August 2023 war er Präsident des Bayerischen Obersten Rechnungshofs.

## Leben
Hillenbrand besuchte das Gymnasium bei St. Anna (Augsburg) und studierte Rechtswissenschaften an der Universität Augsburg. 1983 legte er die Zweite Juristische Staatsprüfung ab und trat in die Bundesfinanzverwaltung ein. 1984 wechselte er in die Bayerische Innere Verwaltung. Eine wichtige Station seines beruflichen Werdegangs war seine Tätigkeit als Pressereferent des Bayerischen Staatsministeriums des Innern von 1987 bis 2001, wobei er von Mai bis Juli 1990 an das Ministerium des Innern der DDR als Pressesprecher abgeordnet sowie 1991 bis 1993 Persönlicher Referent des Ministerpräsidenten Max Streibl war. Ab 2004 leitete er in der Bayerischen Staatskanzlei die Abteilung Richtlinien der Politik. Im September 2005 wurde er zum Regierungspräsidenten der Regierung von Oberbayern berufen. Am 14. Juni 2016 wurde Hillenbrand auf Vorschlag der Bayerischen Staatsregierung vom Bayerischen Landtag mit 118 von 159 abgegebenen Stimmen zum Präsidenten des Bayerischen Obersten Rechnungshofs gewählt. Er trat dieses Amt am 1. Juli 2016 an und hatte es bis zum 31. August 2023 inne.
Hillenbrand ist verheiratet und hat 2 Kinder.